# Elin Lanto

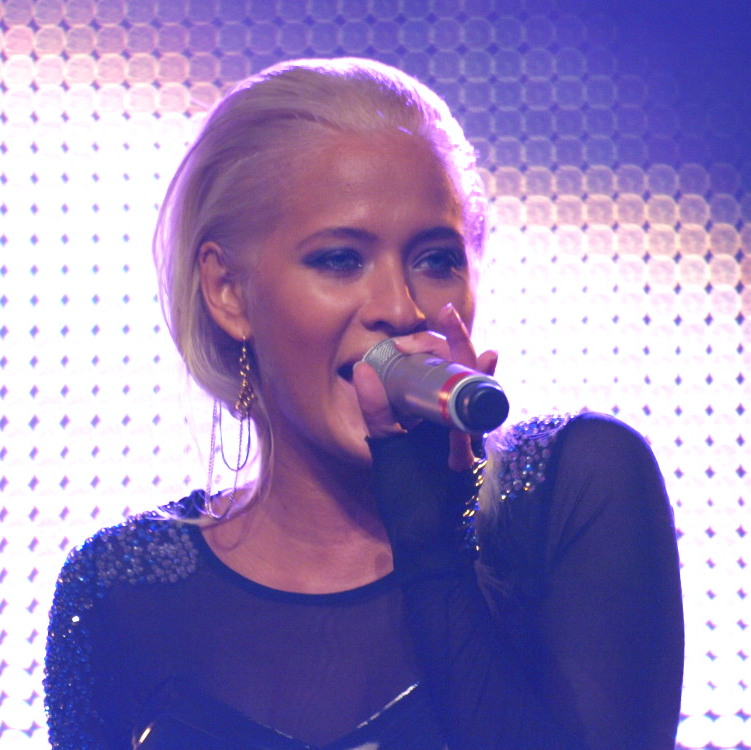
Elin Lanto 2010

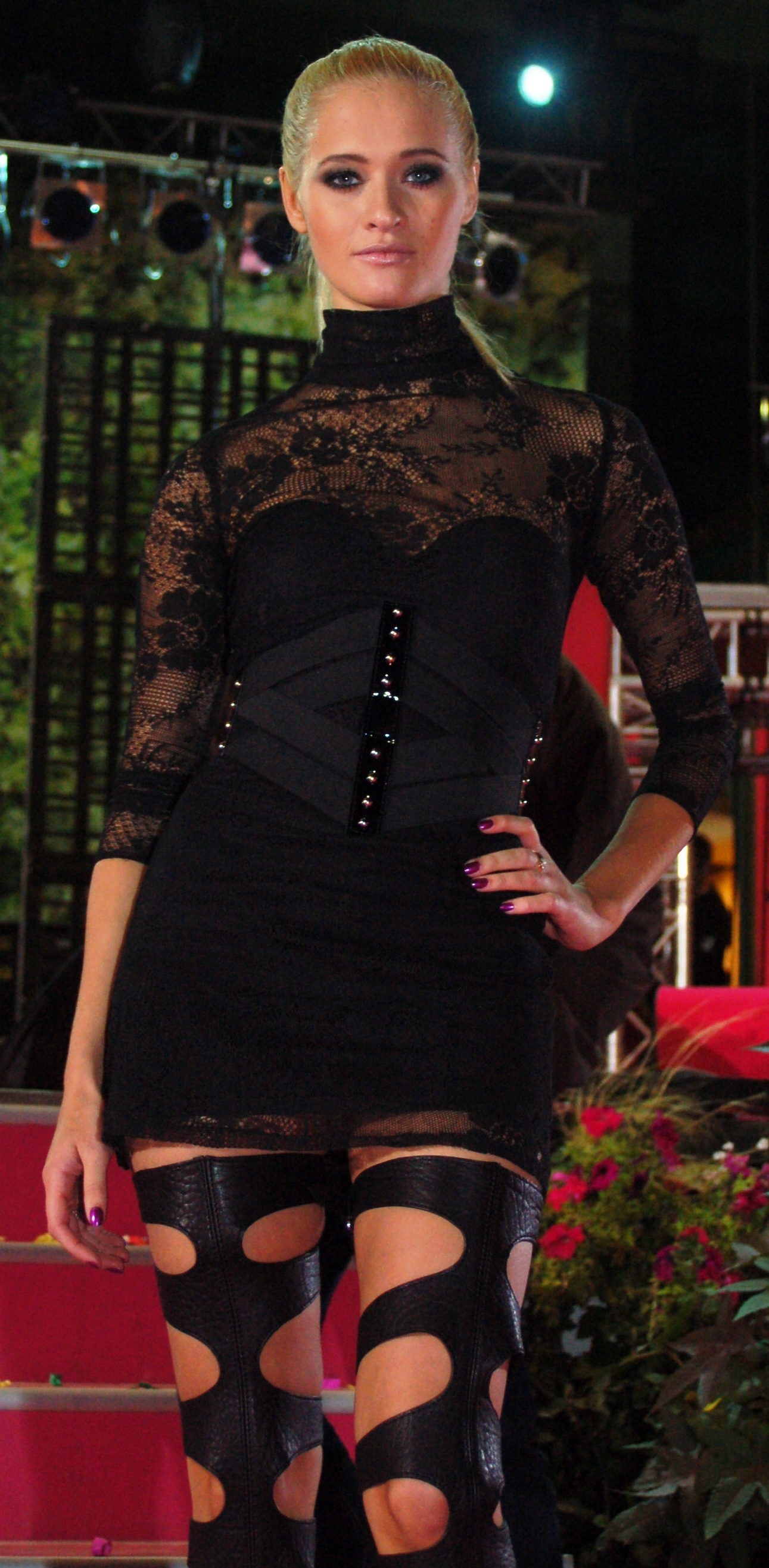
Elin Lanto uppträder i Sommarkrysset 2008.

Elin Birgitta Lanto, född 22 juli 1984 i Litslena församling, Enköpings kommun, är en svensk popsångerska. Elin Lanto slog igenom för den breda publiken med singeln "I Won't Cry" under andra halvan av 2004 (en låt som Emilia gjorde en cover på 2008). Även uppföljaren "I Can Do It (Watch Me Now)" blev framgångsrik med femton veckor på svenska försäljningslistan. Hennes debutalbum släpptes den 23 februari 2005 och låg som bäst på plats 25 på försäljningslistan. Andra albumet tog sig aldrig in på listan.

## Biografi
2006 medverkade Elin Lanto i tävlingsprogrammet Rampfeber i TV4 och sjöng duetter med Runar Sögaard.
Hon har även sjungit duett med Johan Kinde från Lustans Lakejer; "En natt som denna natt".
Elin Lanto deltog i Melodifestivalen 2007 med bidraget "Money", skriven av Lasse Andersson och framförd i den första deltävlingen i Jönköping 3 februari. Därifrån gick hon vidare till Andra chansen, men blev där utslagen i duellen mot Jessica Andersson.
Lanto tävlade även i Melodifestivalen 2010, i den tredje deltävlingen i Göteborg, med låten "Doctor Doctor" skriven av Mirja Breitholtz och Tony Nilsson. Den kom näst sist och åkte ut ur tävlingen.
2018 deltog Elin som skådespelerska i filmen Operation Ragnarök (Zon 261) där hon spelar karaktären Angelica i en av huvudrollerna. Filmen är inspelad i Landskrona, Skåne och innehåller en hel del kända namn såsom Eva Rydberg, Per Ragnar och Jonas Malmsjö.

## Diskografi

### Musikalbum
- 2005 - One
- 2010 - Love Made Me Do It

### Singlar
Placering avser svenska försäljningslistan.
- 2004 - I Won't Cry (#1)
- 2005 - I Can Do It (Watch Me Now) (#4)
- 2005 - We Fly (#56)
- 2007 - Money (#16)
- 2008 - Speak 'N Spell (#9)
- 2008 - My Favourite Pair Of Jeans (#35)
- 2008 - Discotheque (#16)
- 2009 - Love Made Me Stupid
- 2010 - Doctor Doctor (#26)